# Christian Jacob
Christian Jacob (* 4. prosince 1959 Rozay-en-Brie) je francouzský politik za Republikány, jejichž je od 13. října 2019 předsedou. V letech 2002–2004 byl ministrem pro rodinu ve vládě Jeana-Pierra Raffarina a v letech 2005–2007 byl ministrem veřejných prací ve vládě Dominiquea de Villepina – obé během prezidentství Jacquesa Chiraca a za Unii pro lidové hnutí. Před členstvím v Unii pro lidové hnutí byl členem Sdružení pro republiku.
V letech 1994–1997 byl poslancem Evropského parlamentu. Od roku 1995 je poslancem Francouzského parlamentu za departement Seine-et-Marne, funkci obhájil ve volbách v letech 1997, 2002, 2007, 2012 a 2017.